# Liste d'abréviations en informatique
Cet article concerne les abréviations uniquement. Pour le jargon, voir Jargon informatique et Terminologie informatique.
Cette page contient des caractères spéciaux ou non latins. S’ils s’affichent mal (▯, ?, etc.), consultez la page d’aide Unicode.
Vous trouverez ici, classés par ordre lexicographique, des abréviations, acronymes ou sigles employés dans le domaine de l'informatique.
- Haut – A
- B
- C
- D
- E
- F
- G
- H
- I
- J
- K
- L
- M
- N
- O
- P
- Q
- R
- S
- T
- U
- V
- W
- X
- Y
- Z

## Caractère non alphabétique
- 2FA : two-factor authentication, double authentification
- /. : Slashdot (site d'information, en anglais)
- :) : Smiley
- @ : Arobase vers (en direction de ...)
- & : et logique
- | : ou logique
- ₿ : bitcoin, depuis 2017[1] pour le distinguer du symbole ฿ du Baht
- € : euro
- # : Dièse Utilisé notamment en communication sur les réseaux sociaux utilisant des hashtag (également mot-dièse ou mot-clic), permet de marquer un contenu avec un mot-clé plus ou moins partagé.

## A
- AA : Anti-Aliasing (Anticrénelage)
- AAA : Authentication Authorization Accounting
- AAC : Advanced Audio Coding
- AAD : Analogique-Analogique-Digital
- AAL : ATM Adaptation Layer
- ABAP : Allgemeiner Berichtsaufbereitungsprozessor, (en anglais : Advanced Business Application Programming) Langage dans SAP
- ACK : Acknowledge character (Acquittement (logique))
- AC97 : Audio Codec '97 (Audio Codec 1997)
- AC : Alternating current
- ACE
  - Access Control Entry, voir Access Control List
  - Adaptive Communication Environment
  - ACE (format de fichier)
- ACL : Access Control List
- ACPI : advanced configuration and power interface
- ACRONYM (acronyme) : Abbreviated Coded Rendition Of Name Yielding Meaning
- ADMX : ADMinistrative XML template file (Stratégies de groupe)
- ADO : ActiveX Data Object de Windows
- ADPCM : Adaptive Differential Pulse Code Modulation, algorithme et format de donnée
- ADS :
  - Active Directory Service
  - Alternate Data Stream
- ADSI : Active Directory Service Interface
- ADSL : ligne d'abonné numérique à débit asymétrique (asymmetric digital subscriber line)
- AES : Advanced Encryption Standard (Standard de chiffrement avancé)
- AFD : Ancillary Function Driver
- AFNIC : association française pour le nommage Internet en coopération
- AFS : Andrew File System
- AFP : Apple Filing Protocol
- AGL : Atelier de génie logiciel
- AGP : Acceleration Graphics Port
- AGPgart : AGP Graphics Address Remapping Table (en)
- AI : intelligence artificielle (Artificial Intelligence)
- AIML : Artificial Intelligence Meta Language
- AJAX : Asynchronous JavaScript and XML
- ALG : Application Layer Gateway
- ALSA : Advanced Linux Sound Architecture
- AMD : Advanced Micro Devices
- AMI :
  - Alternate Mark Inversion
  - American Megatrends Inc.
- ANSI : American National Standards Institute
- AOL : America Online
- AP : Access Point (voir WEP)
- APC :
  - Alternative PHP Cache
  - Asynchronous Procedure Call (Microsoft)
- API : Application Programming Interface
- APIPA : Automatic Private Internet Protocol Addressing
- APL : A Programming Language
- APM : Advanced Power Management, prédécesseur de ACPI
  - APMD : APM daemon
- APNG : Animated Portable Network Graphics
- APT : Advanced Packaging Tool (sous Linux)
- ARAP : AppleTalk Remote Access Protocol
- ARC : Advanced RISC Computing, voir NTLDR
- ARM : Advanced RISC Machines
- ARP : Address Resolution Protocol
- ASA : Adaptive Security Appliance, Cisco Cisco PIX
- ASCII : American Standard Code for Information Interchange
- ASD : Adaptive software development
- ASL : Adobe Source Libraries
- ASP : 
  - Application Service Provider
  - Active Server Pages
- ASPI : Advanced SCSI Programming Interface
- ASX : Advanced Stream Redirector (Windows Media)
- AT : Advanced technology
- ATA : Advanced Technology Attachment
- ATAPI : ATA with Packet Interface
- ATK : Accessibility Toolkit, pour les handicapés ;
- ATM :
  - Asynchronous transfer mode (mode de transfert asynchrone)
  - Automatic Teller Machines : distributeur de billets ou Guichet Automatique Bancaire (GAB)
  - Adobe Type Manager, un logiciel de gestion de polices de caractères
- AT&T : American Telephone & Telegraph : opérateur et constructeur américain de télécommunications qui a joué un rôle important dans l'histoire de l'informatique
- ATX : Advanced Technology Extended
- AUTOCHK : AUTOCHecK de Microsoft, Voir Session Manager Subsystem
- AUD : Automatic UpDate (Microsoft)
- AVI : Audio Video Interleave
- AVL : Andelson-Velsii and Landis, voir arbre AVL
- AWE : Address Windowing Extension,
- AWT : Abstract Window Toolkit (bibliothèque graphique pour Java)

## B
- BACP : Bandwidth Allocation Control Protocol (en) (RFC 2125[2]), voir Protocole point à point
- BAP : Bandwidth Allocation Protocol (en) (RFC 2125[2]), voir Protocole point à point
- BAL : boîte aux lettres (courrier électronique)
- BASIC : Beginner's All Purpose Symbolic Instruction Code (langage)
- BBS : Bulletin board system
- BCD :
  - Binary coded decimal
  - Boot Configuration Data (pour Vista), voir boot.ini
- BCFN : Boyce-Codd forme normale (voir Formes normales)
- BD : Blu-ray ou Base de données.
- BDD :
  - Binary Decision Diagram
  - Base de données
- BDF : Bitmap Distribution Format
- BEA : Bill Coleman, Edward Scott et Alfred Chuang, société en informatique
- BEEP : Blocks Extensible Exchange Protocol (en)
- BER : Bit error ratio
- BFD : Binary File Descriptor (en)
- BFS : Breadth First Search (algorithme de parcours en largeur)
- BHT : Branch History Table
- BI : Business Intelligence (informatique décisionnelle)
- BiDi : Bi-directional text (Texte bi-directionnel)
- BIND : Berkeley Internet Name Domain
- BINL : Boot Information Negotiation Layer (Microsoft)
- BIOS : Basic Input Output System
- Bit : unité binaire d'information
- Blog : weB LOG
- BLR : Boucle locale radio
- BMP : BitMaP,
- BNC : (Bayonet Neill-Concelman)
- BOINC : (Berkeley Open Infrastructure for Network Computing)
- BOM : Byte Order Mark (Marque d'ordre des octets)
- BOOTP : Bootstrap Protocol
- BPB : BIOS parameter block
- BPEL4WS : Business Process Execution Language For Web Services, voir Architecture orientée services#Les protocoles et les normes
- BPL : Broadband over power lines : en français : CPL (Courants porteurs en ligne)
- bps : bits par seconde,
- BPSK : Binary Phase Shift Keying
- BSA : Business Software Alliance
- BRLTTY : Braille TTY, voir Oralux, lecteur d'écran et plage braille
- BSD : Berkeley software distribution
- BSOD : Blue Screen Of Death
- BSS
  - Basic Service Set 802.11b
  - Block Started by Symbol, Extension de nom de fichier, voir .bss
- BT
  - BitTorrent
  - Bluetooth
- BTX : Balanced Technology Extended
- BW : Bandwidth (largeur de bande), voir Bande passante

## C
- C3 : voir VIA C3
- CA : certificate authority
- CAB : Change Advisory Board (ITIL)
- CAD : Computer Aided Design (Conception assistée par ordinateur) ou humoristiquement, Computer Aided Disaster
- CAE : Computer-aided engineering (Ingénierie Assistée par Ordinateur)
- CAM : Computer-aided manufacturing (Fabrication assistée par ordinateur)
- CAN :
  - Controller area network
  - Content Addressable Network
  - Convertisseur analogique-numérique
- CAO : Conception assistée par ordinateur
- CAPTCHA : Completely Automated Public Turing test to Tell Computers and Humans Apart (en français : test public de Turing complètement automatique pour différencier les humains des ordinateurs)
- CAS : Central Authentication Service
- CASE : Computer-aided software engineering
- CBFR1252 : Code Braille FRançais Windows-1252, voir plage braille
- CBISF : Code braille informatique standard français, voir plage braille
- CBR : Constant bit rate
- CC :
  - C Compiler : compilateur C d'Unix.
  - Copie carbone
- CCC :
  - Canadian computing competition (en)
  - Chaos Computer Club
- CCTA : Central Computer and Telecommunications Agency, remplacé par OGC (voir ITIL)
- CCIE : en français : Cisco Career Certifications
- CD :
  - disque compact (compact disc)
  - carrier detect FR : Détection de porteuse
- CDC : Cult of the Dead Cow, groupe de hackers, (voir Back orifice)
- CDE : Common Desktop Environment
- CD-G : CD-G (compact disc + graphics)
- CDMA : Code division multiple access
- CDP : 
  - Continuous data protection
  - Cisco Discovery Protocol
- CD-R : disque compact enregistrable (compact disc recordable)
- CD-ROM : Compact Disc/Read-Only Memory
- CD-RW : disque compact réinscriptible (compact disc rewritable)
- CERT : Computer Emergency Response Team
- CERT :
  - Computer Emergency Response Team
  - CERT/CC, Computer Emergency Response Team Coordination Center
  - United States Computer Emergency Readiness TeamUS-CERT, the United States Computer Emergency Readiness Team
- CF : CompactFlash
- CFG :
  - .cfg : ConFiG : extension de nom de fichier pour fichiers de configuration
  - Context-free grammar, voir Grammaire hors-contexte
- CFM : Cold Fusion Markup
- CFT : Cross File Transfer
- CG : Computer graphics, voir Synthèse d'image
- CGA : Color Graphics Adapter
- CGI :
  - Common gateway interface
  - Computer-generated imagery, voir Image de synthèse
- CHAP : Challenge Handshake Authentification Protocol
- CHAT : Conversational Hypertext Access Technology, voir Messagerie instantanée
- CHS : Cylinder-head-sector (Cylindre/Tête/Secteur en français), une méthode d'adressage des secteurs d'un disque dur ou d'une disquette
- CI :
  - Circuits Intégrés
  - Configuration Item : élément de configuration (voir CMDB)
- CICS : Customer Information Control System
- CIDR : Classless Inter-Domain Routing
- CIFS : Common Internet File System
- CIM : Common Information Model
- CISC : Complex Instruction Set Computer
- CLI : command-line interface (Interpréteur de commandes)
- CLOS : Common LISP Object System
- CLR : Common Language Runtime;
- CLSID : CLasS IDentifier (Microsoft) ; pour désigner le GUID d'un objet OLE.
- CLUF : Contrat de Licence Utilisateur Final
- CMDB : Configuration Management Database
- CMOS : Complementary-symmetry/metal-oxide semiconductor
- CMS :
  - content management system (système de gestion de contenu)
  - Cross Memory Service
  - Conversation Monitor System
- CMYB : Cyan, Magenta, Yellow And Black
- CN : Common Name, voir LDAP
- CNAME : Canonical NAME, voir Principaux enregistrements DNS
- CNLP : Connectionless Network Protocol
- CNR : Communications and networking riser (en)
- COBOL : COmmon Business-Oriented Language
- codec : Compressor-Decompressor, ou Coder-Decoder, ou Compression/Decompression algorithm
- COM : Component object model
- CORBA : Common Object Request Broker Architecture
- CORIG : COnception et Réalisation en Informatique de Gestion
- COW : Copy-On-Write
- CPAN : comprehensive Perl archive network
- CPC : color personal computer
- CP/M : Control Program/Microcomputer
- CPS
  - caractères par seconde
  - Continuation-passing style (en), technique de programmation
- CPU : central processing unit (Processeur)
- CR : carriage return, (retour chariot)
- CRC : Cyclical Redundancy Checksum ou Cyclic Redundancy Check, (Contrôle de redondance cyclique)
- CRM : Customer relationship management
- CRT : Cathode Ray Tube, moniteur à tube cathodique, voir Écran à tube cathodique
- CRUD : Create, Read, Update et Delete.
- CS : informatique (computer science)
- CSMA : Carrier Sense Multiple Access
- CSIRT
- CSP :
  - cryptographic service provider, fournisseur de services cryptographiques
  - Credential Service Provider (en)
  - Constraint Satisfaction Problem (Programmation par contraintes)
- CSRSS : Client/Server Run-time SubSystem (lancé par Session Manager Subsystem)
- CSS :
  - Content Scrambling System
  - cascading style sheets (Feuilles de style en cascade)
- CSV : valeurs séparées par des virgules (comma-separated values)
- CTAN : Comprehensive TeX Archive Network
- CTCP :
  - Client-To-Client-Protocol
  - Compound TCP, pour Vista, algorithme qui fait partie de la pile TCP de Vista, il est conçu pour optimiser la fenêtre TCP/IP d'émission, voir Bandwidth-delay product (en)
- CTFMON : Common Trace Facility Monitor, il fait partie de Office, il fournit le alternate user TIP (Text Input Processor)
- CVS : Concurrent versions system

## D
- DAC (et DACL) : Discretionary Access Control List (voir aussi Access Control List)
- DADS (et DADS-U) : Déclaration Automatisée des Données Sociales Unifiée (France)[3]
- DAG : Directed Acyclic Graph
- DADVSI : Droit d’Auteur et Droits Voisins dans la Société de l’Information (droit français)
- DAI : Digital Access Index
- DAISY : Digital accessible information system
- DAL :
  - Data Access Layer (couche d'accès aux données)
  - Dossier d'Architecture Logicielle
- DAO : Dessin assisté par ordinateur
- DAP : Directory Access Protocol (en)
- DARPA : Defense Advanced Research Projects Agency
- DAT :
  - Digital Audio Tape
  - Dossier d'Architecture Technique
- DAV : Distributed Authoring and Versioning, RFC 2518[4], voir WebDAV
- DB : Base de données (DataBase)
  - DBA : Data Base Administrator, voir Administrateur de bases de données
  - DB2 Data Base 2 (SGBD d'IBM)
- DBMS : Système de gestion de base de données (Database Management System)
- DC :
  - Domain Component dans un annuaire (voir LDAP)
  - Domain Controller, chez Microsoft, voir Domain controller (en)
  - Direct current
- DCC :
  - Data Communications Channel
  - Direct Client Connection, voir Direct Client-to-Client
- DCD :
  - Data Carrier Detect, un terme utilisé avec les modems
  - Document Content Definition (XML)
- DCE : Data Communications Equipment, en français Équipement terminal de circuit de données
- DCL : Digital Command Language, (shell utilisateur sur VMS)
- DCOM : Distributed Component Object Model
- DD :
  - dd Utilitaire unix pour copier et convertir un fichier
  - Deployment Descriptor, un composant de J2EE, voir Deployment Descriptor (en)
  - Design Document (document de conception), voir Design document (en)
  - Disque dur
  - Distributed database, base de données distribuées
  - Double density, pour les disquettes, voir Double density (en)
- DDC : Display Data Channel (vidéo)
- DDE : Dynamic Data Exchange
- DDF : Data Decryption Field (EFS)
- DDOS : Distributed Denial Of Service, voir Déni de service
- DDR-SDRAM :
  - Mémoire RAM : Double Data Rate SDRAM
  - Sur la liste de diffusion des traducteurs francophones de Debian, signifie « demande de relecture ». Cette abréviation est utilisée dans le sujet des courriers et est souvent entourée de crochets.
- DDS :
  - Data Distribution Service
  - Digital Data Storage, voir (en) Digital Data Storage
- DE : Desktop environment
- DES : Data encryption standard
  - DESX : Data encryption standard Xored (Microsoft)
- DEV : device, voir device file et devfs
- DF : Don't Fragment, bit de l'en-tête IPv4
- dhclient : DHCp cLIENT, voir DHCP
- DHCDBD : DHCP D-bus daemon
- DHCP : Dynamic host configuration protocol
- DHS : Definitive Hardware Store (ITIL)
- DHT : Distributed hash table (Table de hachage distribuée)
- DHTML : Dynamic HTML
- DIF : Document Interchange Format
- DIMM : Dual Inline Memory Module
- DIN : Deutsches Institut für Normung
- DIP : Dual Inline Package
- DIVX : Digital video express
- D/L : DownLoad (Téléchargement)
- DLL : Dynamic Link Library
- DLM : Dynamic Line Management
- DLT : Digital Linear Tape
- DLFP : Da Linux French Page, site français d'information sur GNU-Linux http://www.linuxfr.org
- DMA : Direct Memory Access
- DMEX : Documentation de mise en exploitation
- DN : Distinguished Name (LDAP)
- DnD : Drag and Drop (glisser-déposer)
- DNS : Domain Name Server/System
  - DNSSEC : DNS Security, RFC 4033[5]
- DOI : Digital Object Identifier
- DOS :
  - Disk Operation System (voir système d'exploitation et MS-DOS)
  - Denial of service
- DOM : Document Object Model
- DPC :
  - Deferred Procedure Call
  - Device-Driver Performance Considerations[6]
- DPD : Dead Peer Detection
- DPI : Dots Per Inch (Points par pouce, unité de résolution à l'impression), noté PPP pour Point par pouce en français.
- DPI : Deep Packet Inspection (Inspection des Paquets en Profondeur)
- DPMI : DOS Protected Mode Interface (en)
- DPMS : Display Power Management Signaling pour VESA, voir VESA Display Power Management Signaling (en)
- DRAM : Dynamic Random Access Memory
- DRI : Direct Rendering Infrastructure
- DRM
  - Digital Rights Management
  - Direct Rendering Manager
- DS : Data set
- DSDM : Dynamic systems development method
- DSI : Directeur du Service Informatique
- DSL :
  - Definitive Software Library (ITIL)
  - Digital subscriber line, voir xDSL
- DSN : Database Source Name (en)
- DSO : Dynamically Shared Objects de Apache HTTP Server
- DSP : Digital signal processor
- DSS : Decision Support System (informatique décisionnelle)
- DSSS : Direct Sequence Spread Spectrum (Direct Sequence Spread Spectrum)
- DTB : Digital Talking Book, voir Digital accessible information system (livre électronique)
- DTD : Définition de type de document (Document Type Definition)
- DTE : Data Terminal Equipment, en français Équipement terminal de traitement de données
- DTR : Data Terminal Ready (en)
- DUAL : Diffusing update algorithm, voir Diffusing update algorithm (en)
- DUMA : Detect Unintended Memory Access, outil de débugage.
- DVD : Digital Versatil/Video Disc
- DVD5 : DVD, comportant une seule couche de 4,7 Go
- DVD9 : DVD, comportant deux couches de 4,7 Go chacune soit 9,4 Go (d'où DVD9)
- DVD+/-R : DVD Recordable
- DVD+/-RW : DVD ReWritable
- DVI : Digital Visual Interface
- DWH : Data Warehouse
- DWIM : Do What I Mean
- DWORD : Double WORD

## E
- EAI : Enterprise Application Integration
- EAP : Extensible Authentication Protocol
- EAR : Entreprise ARchive (J2EE)
- EARL : Evaluation And Report Language
- EBCDIC : Extended binary coded decimal interchange code
- EBML : Extensible Binary Meta Langage
- ECC : Error Checking and Correcting (type de mémoire)
- ECM : Enterprise Content Management
- EIM : Enterprise Information Management
- EDA : Exploratory Data Analysis
- EDB :
  - Execute Disable Bit (pentium 4)
  - Expression des besoins, voir jargon informatique
- EDI :
  - Échange de données informatisées (Electronic Data Interchange)
  - Environnement de développement intégré
- EDID : Extended Display Identification Data
- EDIFACT : Electronic data interchange for administration, commerce and transport. (ISO 9735)
- Edit (voir forum Internet) : signale que le message posté a été édité (signalement d'un ajout, d'une suppression, d'une modification)
- EDO RAM : Extended Data Out Random Access Memory
- EEPROM : Electrically Erasable Programmable Read-Only Memory
- EFI (Extensible Firmware Interface)
- EFS : Encrypting File System
- EGA : Enhanced Graphics Adapter, résolution de 640x350
- EHCI : Enhanced HCI (Host Controller Interface), c'est-à-dire la version 2.0 d'USB
- EIAH : Environnements informatiques pour l'apprentissage humain
- EIDE : enhanced IDE
- EIGRP : Enhanced IGRP
- EISA : Extended Industry Standard Architecture
- EJB : Enterprise JavaBeans
- ELF (Executable and Linking Format)
- EMA : Entreprise Memory Architecture
- EM64T : Extended Memory 64-bit Technology
- EOD : End Of Data
- EOF : End Of File
- EOT : End Of Transmission
- EPIC : Explicitly Parallel Instruction Computing
- EPN : Espace public numérique
- EPROM : Erasable Programmable Read-Only Memory
- EPS : Encapsulated PostScript
- ERP : Enterprise resource planning (Progiciel de gestion intégré)
- E/S : Entrée / Sortie
- ESB : Enterprise Service Bus
- ESP : Encapsulating Security Payload, un mode d'en-tête d'IPsec
- ESR : Eric Steven Raymond, un célèbre hacker
- ESDI : Enhanced Small Device Interface
- eth, eth0, eth1, etc. : ethernet
- ETL : Extract, Transform, and Load
- ETSI : European Telecommunications Standards Institute
- EULA : CLUF (End User's License Agreement)

## F
- FAI : fournisseur d'accès à Internet
- FAM : File Alteration Monitor (linux)
- FAO : Fabrication assistée par ordinateur
- FAQ : foire aux questions (Frequently Asked Questions)
- FAT : File Allocation Table
- FDD : Feature Driven Development (Méthode agile)
- FDD : Flexible/Floppy Disc Drive
- FDDI : Fiber Distributed Data Interface
- FDL : (GNU) Free Documentation License (licence de documentation libre)
- FHS : Filesystem Hierarchy Standard (Unix)
- FEC : Fast Ethernet Channel
- FF : FireFox
- FIFO : First In First Out (premier rentré, premier sorti)
- FLEX : File EXchange System
- FLOPS : Floating Point Operations Per Second
- Fortran : FORmula TRANslation
- FP : Floating Point
- FPC : Free Pascal Compiler
- FPK : Fast Packet Keying, voir Réseau sans fil
- FPU : Floating Point Unit (coprocesseur arithmétique pour calcul en virgule flottante)
- FQDN : Fully Qualified Domain Name
- FS :
  - File System, (système de fichiers)
  - Flight Simulator
- FSB : File System Block, Front side bus
- fsck : File System ChecK
- FSF : Free Software Foundation
- FSG : Free Standards Group (en)
- FSH : Finishing SuperHeater
- FSHC Full-Size Hard Copy
- FSMO : Flexible Single Master Operation, voir Maître d'opérations d'Active Directory
- FSSTND : FileSystem STaNDard (unix), voir FHS
- FTP :
  - Protocole de transfert de fichier (File Transfer Protocol, voir Internet)
  - Foiled Twisted Pairs, voir Paire torsadée

## G
- G : giga
- GAC : Global Assembly Cache (Microsoft .NET)
- GAMOT : Guichet d'Accueil Maintenance Opérateur Tiers (France Telecom)
- Gandi : Gestion et Attribution des Noms de Domaine sur Internet.
- GAP : Générateur automatique de programmes (IBM)
- Gbit/s : gigabit par seconde
- GC :
  - Garbage Collector
  - GameCube
- GCC : GNU Compiler Collection
- GCJ : GNU Compiler for Java
- GCS :
  - Google Code Search
  - Group Communication System
- GDB : GNU Debugger
- GDI : Graphics Device Interface (Microsoft)
- GDES : Generalized DES scheme
- GDM : GNOME Display Manager
- GDS :
  - Google Desktop Search
  - Global distribution system
- GED : Gestion Électronique de Documents
- GFDL : Gnu Free Documentation License
- GGP : Gateway-Gateway Protocol
- GHC : Glasgow Haskell Compiler
- GHz : gigahertz
- GIF : graphics interchange format
- GIJ : GNU Interpreter for Java
- GINA : Graphical identification and authentication (Microsoft)
- GIMP : GNU Image Manipulation Program
- GMAO : Gestion de Maintenance Assistée par Ordinateur
- GML :
  - Generalized Markup Language, prédécesseur du SGML
  - Geography Markup Language
  - Graph Modelling Language
- GNAT : Gnu Nyu Ada Translator
- GND : Ground = Mise à la masse, à la terre
- GNOME : GNU Network Object Model Environment
- GNU (« GNU's Not Unix ») (acronyme récursif)
  - GnuCash : GNU Cash
  - GNUFDL : GNU Free Documentation License
  - GnuLinEx : GNU LINux Extremadura
  - GnuPg : GNU Privacy Guard
- Go : gigaoctet
- GPAO : Gestion de la production assistée par ordinateur
- GP : Group Policy (Stratégie de Microsoft, dans Active Directory), voir Stratégies de groupe
  - GPCO : Global Policy Creator Owners
  - GPO : Global Policy Object
  - GPMC : Group Policy Management Console
- GPL : licence publique générale (general public license).
- GPR : General Purpose Registers
- GPS :
  - Girault Poupard/paillès Stern (cryptographie)
  - Global Positioning System
- GPT : GUID Partition Table, l'équivalent du MBR sur le micrologiciel Extensible Firmware Interface
- GPU : Graphics Processing Unit
- GRC : Gestion de la relation client
- GRE : Generic Routing Encapsulation
- GSHDSL : Single-pair High-speed Digital Subscriber Line
- GT : Google Talk
- GTI : Génie des technologies de l'information
- GTK et GTK+ : GIMP Tool Kit
- GUI : graphical user interface
- GUID : Globally Unique Identifier
- GUL : Groupe d'utilisateurs Linux
- GUS : Gravis Ultrasound (Carte son)
- gzip : GNU Zip, logiciel libre de compression de données

## H
- HAL : Hardware Abstraction Layer
- HD : disque dur (Hard Disk)
- HDD : Hard disk drive, disque dur magnétique
- HDMI (High-Definition Multimedia Interface)
- Header : Petit connecteur
- Heatsink : Dissipateur thermique
- HFS : Hierarchical File System, système de fichiers des Macintosh
- HID : Human Interface Device
- HMI : Human Machine Interface
- HP : Hewlett Packard
- HPB : High Ping Bastard
- HPL : High-level Programming Language
- HTML : HyperText Markup Language
- HTTP : hypertext transfer protocol
- HTTPS : hypertext transfer protocol secure

## I
- i18n : internationalisation (de logiciel)
- x86 : Intel Corporation Architecture x86 microprocessor Familly
- IA-32 : Intel Corporation Architecture 32-bit microprocessor
- IA-64 : Intel Corporation Architecture 64-bit microprocessor
- IANA : Internet Assigned Numbers Authority
- IAS :
  - Internet Authentication Service
  - Internet Application Server
- IBM : International Business Machines
- ICA : Independent Computing Architecture de Citrix Presentation Server
- ICF : Internet Connection Firewall
- ICANN : Internet Corporation for Assigned Names and Numbers
- ICMP : Internet Control Message Protocol
- ICSA : International Computer Security Association (anciennement NCSA)
- ICT :  Information and Communications Technology
- IDA : Interactive DisAssembler
- IDE :
  - Integrated Drive Electronics
  -  Integrated Development Environment
- IDL : Interface Description Langage
- IDS :  Intrus Logic-ion Détection System
- IDP : Internet Datagram Protocol
- IDPR ; Inter-Domain Policy Routing Protocol
- IDRP : Inter-Domain Routing Protocol
- IE : Internet Explorer
- IEEE : Institute of Electrical and Electronics Engineers
- IETF : Internet Engineering Task Force
- IFD : InterFace Device, Smartcard
- IFS :
  - Internal Field Separator
  - Installable File System : Sur les premières versions de Windows NT
- IGMP : Interior Gateway Routing Protocol
- IGP : Interior gateway protocol
- IIP :
  - Internet Imaging Protocol
  - Invisible IRC Project
- IIS : Internet Information Services
- IM :  Instant Messenger
- IMAP : internet Message Access Protocol
- IMO/IMHO : In My (Humble) Opinion, à mon humble avis
- IMS :  Information Management System
- IMUSE : Interactive Music Streaming Engine
- initrd : INIT RamDisk
- inode : Index Node
- I/O : Input/Output (Entrée/Sortie), voir aussi E/S
- IOAT : Intel I/O Acceleration Technology
- IOCTL : I/O ConTroL, voir Ioctl
- IOS :  Internetwork Operating System
- IP : Internet Protocol
- IPC :  Inter-Process Communication
- IPCOMP : IP Payload COMpression Protocol
- IPENCAP : IP ENCapsulated in IP
- IPL : Initial Program Load
- IPP : Internet Printing Protocol
- IPsec : Internet Protocol Security
- IPX : Internetwork packet exchange
- IR : InfraRed
- IrDA :  Infrared Data Association
- IRC : Internet Relay Chat
- IRP : I/O Request Packet
- IRQ :  Interrupt ReQuest
  - IRQL : IRQ Level
- ISA :
  - Industry Standard Architecture (bus ISA))
  - Instruction Set Architecture
- ISAKMP : Internet Security Associations and Key Management Protocol
- ISDN :  Integrated Services Digital Network
- IS-IS :  Intermediate system to intermediate system
- ISP : Internet Service Provider (Fournisseur d'accès à Internet)
- ISR : Interrupt Service Routine, In-Sync Replicas
- ISV : Independent Software Vendor, voir Éditeur de logiciel
- IT : Information Technology, Informatique
- ITIL :  Information Technology Infrastructure Library
- ITK : Insight ToolKit

## J
- J2EE : Java 2 Enterprise Edition
- J2ME : Java 2 Micro Edition
- J2SE : Java 2 Standard Edition
- JAAS : Java Authentication and Authorization Service
- JAR : Java ARchive
- JCE : Java Cryptography Extension
- JDBC : java database connectivity
- JCL : Job Control Language
- JDK : Java Development Kit
- JFC : Java Foundation Classes
- JID : Jabber ID
- JIDEC : Joint Electron Device Engineering
- JIGDO (JIGsaw DOwnload) sur linux debian
- JMS : Java messaging service
- JNI : Java Native Interface
- JPEG : Joint Photographic Experts Group
- JRE : Java Runtime Environment
- JS : JavaScript
- JSDK : 
  - Java Servlet Development Kit, voir SDK[7]
  - JavaScript Developer Kit[8]
- JSP : JavaServer Pages
- JSSE : Java Secure Socket Extension
- JVM : Java Virtual Machine
- JXTA : JuXTApose

## K
- k3b : KDE Burn Baby, Burn !" (En français, Kde grave, bébé grave !)
- KBD : KeyBoarD (clavier)
- kbit/s : kilobit par seconde
- KCC : Knowledge Consistency Checker, voir Active Directory
- K(D)B : Knowledge (Data)Base (K (langage) (en))
- KDE : K Desktop Environment
- KD : Kernel Debbugger pour Windows
- KDM : KDE Display Manager
- Klogd : Kernel LOG Daemon (voir syslog)
- Kludge : Klumsy, Lame, Ugly, Dumb, but Good Enough
- kHz : kilohertz
- ko : kilooctet
- KPI : Key Performance Indicator, indicateur clé de performance (ITIL)
- KSF : Key Success Factor, facteur clé de succès (ITIL)
- KVM : 
  - Keyboard, Video, Mouse (clavier-écran-souris), voir commutateur KVM
  - Kernel-based Virtual Machine

## L
- l10n : Localisation, voir Internationalisation de logiciel
- L2F : Layer 2 Forwarding (transfert de couche 2)
- L2TP : Layer 2 Tunneling Protocol, RFC 3931[9]
- LAD : Lecture automatique de documents
- LAME : LAME Ain't an MP3 Encoder, acronyme récursif (LAME n'est pas un encodeur MP3)
- LAMP : Linux + Apache + MySQL + PHP
- LAN : réseau local (Local Area Network)
- LAPP : Linux Apache Postgresql Php
- LBA : Logical block addressing, méthode pour adresser un emplacement d'un support disque (disque dur, CD-ROM, etc.) en remplacement de l'adresse CHS.
- LCD : liquid crystal display (Écran à cristaux liquides)
- LCP : Link Control Protocol
- LDAP : Lightweight Directory Access Protocol
- LDD : List Dynamic Dependencies (Unix)
- LDIF : LDAP Data Interchange Format
- LDM : Logical Disk Manager (en)
- LE : Logical Extent (LVM)
- LF : Line Feed
- LHS : Left-Hand Side
- LIFO : Last In, First Out
- LIPKEY : Lower Infrastructure Public KEY mechanism, voir RFC 2847[10]
- LISP : LISt Processing programming language, ou humoristiquement Lots of Infuriating & Silly Parentheses
- LKM : Loadable Kernel Module (Linux)
- LMD :
  - Langage de manipulation de données
  - Locally Mounted Disk
- LP : Line Printer
- LPB : Low Ping Bastard, voir Lexique du jeu vidéo
- LPF : Linux Packet Filter, utilisé par DHCP de linux
- LPI :
  - Lines per inch (en)
  - Linux Professional Institute
- LRU : Least Recently Used, voir Mémoire virtuelle
- LSA :
  - Link-State Advertisement, voir OSPF
  - LSA : Local Security Authority (Microsoft)
- LSB :
  - Least Significant BIT
  - Linux Standard Base
- LSPI : Local Service Provider Identification
- LUFS : Linux Userspace File System

Il permet de supporter des systèmes de fichiers exotiques (par exemple : sshfs, ftpfs, gnutellafs, NTFS dans d'anciennes versions de Captive NTFS...)
- LUG : Linux Users Group
- LUKS : Linux Unified Key Setup
- LV : Logical Volume (LVM)
- LVDM : Low Voltage Differential Signaling (voir SCSI)
- LVM : Logical Volume Manager

## M
- MAC :
  - Medium access control, voir adresse MAC
  - familier Macintosh (à ne pas confondre avec Mac OS)
- MACAO : Méthode d'analyse et de conception d'applications orientées objet
- MAN : Metropolitan Area Network
- MAO : Musique assistée par ordinateur
- MAPI : Messaging Application Programming Interface
- Mb : mégabit
- MB :
  - Motherboard (carte mère)
  - Mégabyte (mégaoctet)
- Mbit : mégabit
- Mbit/s : mégabit par seconde
- MBR : Master boot record
- MBSA : Microsoft Baseline Security Analyzer
- MCD : Modèle Conceptuel de Données, voir méthode MERISE
- MCGA : Multicolor Graphics Array
- MCH : Memory Controller Hub
- MCI : Multimedia Command Interface
- MCP :
  - Maître contrôle principal : (Master Control Program en anglais), programme malfaisant dans le film Tron.
  - Microsoft Certified Professional
- MCSE : Microsoft Certified Systems Engineer
- MCT : Microsoft Certified Trainer
- MD4 : Message Digest 4
- MD5 : Message Digest Version 5
- MDA :
  - Model driven architecture
  - Monochrome Display Adapter
- MDF :  Meta Data Framework (Cisco)
- mdk : Mandrakelinux
- MDI : Multiple Document Interface
- MEP : Mise En Production
- MFLOPS : Million Floating Point Operations Per Second
- MFM : Modified Frequency Modulation
- MH : Mail Handler
- MHz : mégahertz
- MI : messagerie instantanée
- MIC : Media Interface Connector
- MICR : Magnetic Ink Character Recognition
- MIDI : Musical Instrument Digital Interface
- MIME : Multipurpose Internet Mail Extensions
- MIMO : Multiple-input multiple-output
- MIPS : Million d'Instructions par Seconde (voir processeur) ou humoristiquement: Meaningless Indication of Process Speed
- ML : Machine learning
- MLPP : Multilevel precedence and preemption (en)
- MM : Memory Management, voir Allocation de mémoire ; pour Windows, voir Gestionnaire de session
- MMORPG : Jeu en ligne massivement multijoueur (Massive Multiplayer On-line Role Playing Game)
- MMU : Memory Management Unit
- MMX : Multi Media eXtensions
- MNG : Multiple-image Network Graphics
- Mo : mégaoctet ou Magneto-Optical (type de disque)
- MOA : Maîtrise d'ouvrage ou Maître d'ouvrage
- MOAD : Maître d'Ouvrage Délégué (voir Fonctions dans la maîtrise d'ouvrage)
- MODEM : MOdulator-DEModulator
- MOE : Maîtrise d'œuvre ou Maître d'œuvre
- MOF : Microsoft Operation Framework
- MOP : Maintenance Operation Protocol (voir Decnet)
- MOTD : Message Of The Day
- MP3 : MPEG-1 couche (layer) 3, format de compression audio
- MPEG : Moving Picture Experts Group, groupe de travail de l'ISO ayant produit différents formats de compressions vidéo et audio
- MPP : Massive Parallel Processing
- MPPC : Microsoft PPp Compression, voir PPP
  - MPPE : Microsoft PPp Encryption, voir MPPE
- MR : Tête Magnétorésistive
- MRU : Most Recently Used
- ms : milliseconde
- MS : Microsoft
  - MS-CHAP : Microsoft CHAP
  - MS-DOS : MicroSoft Disk Operating System
  - MSF : Microsoft Solution Framework
  - MSI: Microsoft Installer
  - MSN : MSN
  - MSRC : Microsoft Security Response Center
- msb : Most Significant Bit
- MSB : Most Significant Byte
- MSS : Maximum Segment Size
- MTA : Mail Transfer Agent
- MTBF : Mean time between failures, Temps moyen entre pannes
- MTRR : Memory Type Range Register (en), à partir des processeurs Intel P6
- MTU : Maximum transmission unit
- MUA : Mail User Agent
- MUD : Multi-User Dungeon
- Mutex : MUTual EXclusion = Exclusion mutuelle, sorte de sémaphore
- MVC : Modèle-vue-contrôleur
- MX : Mail eXchanger

## N
- NAB : Not A Bug
- NAD : Network Access Device
- NaN : Not a Number
- NAND : Not AND, porte ET négative
- NAS : Network Attached Storage
- NAT : Network address translation
- NCSA : National Center for Supercomputing Applications
- NCP :
  - L'ancêtre de TCP
  - Network Control Protocol, un composant de PPP
  - Network Control Program (IBM), un composant du SNA d'IBM
- NCQ : Native Command Queuing pour les disques durs
- NDIS : Network Driver Interface Specification
- NDP : Neighbor Discovery Protocol : protocole de couche 2 pour IPv6
- NDS : Novell Directory Service
- Netbeui : NetBIOS Extended User Interface
- NFS : Network File System
  - nfsd : NFS Daemon
- NGC : Nintendo GameCube
- NGSCB : Next-generation secure computing base
- NIC :
  - Network information center
  - Network Interface Card (carte d'interface réseau)
- NIDL : Network Interface Definition Language
- NIS : Network Information Service
- NLS : Native Language Support
- NOR : Not OR, porte OU négative
- NOS : Network Operating System
- NS: Netscape
- NSPI : Name Service Provider Interface
- NT : New Technology (dans Windows NT)
  - NTBTLOG : NT BooT LOG, voir boot.ini
  - NTDS : NT Directory Service, voir Active Directory
  - NTFS : New Technology File System
  - NTLM : NT Lan Manager
- NTIC : Nouvelles Technologies de l'Information et des Communications
- NTP : Network Time Protocol
- NTSD :  NT Symbolic Debugger de Microsoft
- NuBus : MacIntosh-II internal bus
- NUMA : Non Uniform Memory Access ou Non Uniform Memory Architecture
- NVM : Non Volatile Memory (NVM Express)
- NVRAM : mémoire RAM non volatile, une sorte de batterie
- NX : Never eXecute

## O
- OASIS : Organization for the Advancement of Structured Information Standards
- OAW : Office Activation Wizard (voir Microsoft Office)
- OCL : Object Constraint Language (UML)
- OCR : Optical Character Recognition (Reconnaissance optique de caractères)
- OCX : OLE Control Extension
- ODBC : Open database connectivity
- OEM : Original Equipment Manufacturer
- ODP :
  - ODP : OpenDocument Presentation
  - ODP : Open directory project
- ODT : OpenDocument Text
- OFDM : Orthogonal Frequency Division Multiplexing (Orthogonal Frequency Division Multiplexing)
- OGC : Office for Government and Commerce (ITIL)
- OGM : OGg Media
- OHCI : Open Host Controller Interface (en)
- OLA : Operational Level Agreement, accord de niveau d'exploitation, voir ITIL
- OLAP : On-Line Analytical Processing
- OLE : Object Linking and Embedding
- OLEDB : OLE DataBase
- OLPC : One Laptop per Child
- OLTP : On-Line Transactional Processing, voir (en) Traitement transactionnel en ligne
- OS : système d'exploitation (Operating System)
- OSCAR : Online SCanning And Retrieval
- OSDN : Open Source Development Network
- OSF : Open Software Foundation
- OSI : Modèle OSI (Open Systems Interconnection)
- OSQL : Object-oriented Structured Query Language
- OTRS : Open-source Ticket Request System
- OWA : Outlook Web Access
- OWL : Web Ontology Language

## P
- P2P : Peer to Peer (Pair à pair)
- P3P : Platform for Privacy Preferences
- PABX : Private Automatic Branch eXchange
- PAC, PAC700, PACBASE : Programmation Automatique Corig
- PAM : Pluggable authentication module
- PAO : Publication assistée par ordinateur
- PAP :
  - Password Authentication Protocol
  - apple Printer Access Protocol
- ParPort : Parallel port
- PAT : Port Address Translation (traduction d'adresse port); c'est une spécification de la traduction d'adresse réseau.
- P-ATA : Parallel ATA
- PC : Personal Computer (Ordinateur personnel)
- PCA : Plan de continuité d'activité
- PCB : Printed Circuit Board, voir Circuit imprimé
- PCI : Peripheral component interconnect
- PCF : Portable Compiled Font
- PCL : Printer Command Language
- PCMCIA : Personal Computer Memory Card International Association ou, humoristiquement: People Can't Memorize Computer Industry Acronyms
- PCT : Private Communications Technology (en)
- PCTS : POSIX Conformance Test Suite, Suite de tests pour la conformité POSIX). Voir (en) Single UNIX Specification
- PCX : format d'image de ZSoft Corporation PC Paintbrush
- PDA : Assistant personnel (Personal Digital Assistant)
- PDB : python debugger
- PDC : Primary Domain Controller
- PDF : Portable document format
- Pdksh : public domain version of the Korn shell
- PDL :
  - Page Description Language (en), postscript pour Unix
  - Perl Data Language (en)
  - Prime data language
- PE :
  - Physical Extents (LVM)
  - Portable Executable de Microsoft, voir Portable Executable File Format
  - Provider Edge (voir PE router (en), VPN (Virtual Private Network))
- PEAP : Protected Extensible Authentication Protocol
- PEBCAK (en) : Problem Exists Between Chair and Keyboard (Problème d'Interface Chaise/Clavier), signifie humoristiquement que le problème est lié à l'utilisateur, entre le clavier et la chaise donc
- Perl : Practical Extracting and Report Language
- PERT : Program Evaluation and Review Technique
- PGA : Professional Graphics Adapter
- PGP : Pretty Good Privacy
- PGI : Progiciel de gestion intégré
- PHP: Hypertext Preprocessor (ou ancien nom : Personal Home Page)
- PIC :
  - Personal Internet Communicator
  - Position-Independent Code (en)
- PID :
  - Process IDentifier
  - Product IDentifier

NB : Microsoft utilise le terme PID dans ses 2 sens possibles (identifiant de produit ou de processus)
- - PIDGEN : Product IDentifier GENerator (Microsoft)
- PII : Pentium II
- PIIX : PCI ISA IDE Accelerator (chipset Intel)
- PIM : Personal Information Management (en)
- PIN : Personal Identification Number
- PIR : Post-Implementation Review (ITIL)
- PIU : Peripheral Interface Unit
- PIX : Private Internet EXchange de Cisco Systems
- PKCS : Public Key Cryptography Standards
- PKI : Public key infrastructure (Infrastructure à clés publiques)
- PL/I : Programming Language I
- PLC : Programmable Logic Controller, voir Automate programmable industriel
- PLM : Product lifecycle management
- PMD : Physical layer Medium Dependent, voir Fiber Distributed Data Interface
- PNG : Portable network graphics
- PnP : Plug and Play
- POC : Proove of Concept
- PoE : Power over Ethernet
- POO : Programmation orientée objet
- POP :
  - Point of Presence
  - Post Office Protocol
- POP3 : Post Office Protocol version 3
- POSIX : Portable Operating System Interface
- POST : Power-On Self Test, voir BIOS, POST
- PPD : PostScript Printer Description
- PPID : Parent Process IDentifier
- PPP : Point par pouce, traduction de l'anglais DPI pour Dots Per Inch
- PPP : Point-to-Point Protocol RFC 1661[12]
  - pppd : PPP Daemon
  - PPPoA : Point to Point Protocol over ATM RFC 2364[13]
  - PPPoE : PPP over Ethernet, RFC 2516[14]
  - PPPoX : Encapsulation PPP
- PPS (PowerPoint Show)
- PPTP : Point-to-point tunneling protocol
- PRA :
  - Plan Reprise Activité (ITIL), c'est l'équivalent de la partie informatique d'un PCA (Plan de continuité d'activité)
  - Primary Rate Access (ISDN)
- PRI : Primary Rate Interface (ISDN)
- PRINCE : PRojects IN Controlled Environments (ITIL)
- printcap : printer capability (unix)
- PS :
  - PlayStation
  - PostScript
- PS2 :
  - Personal System/2
  - PlayStation 2
- PSA :
  - Persistent Staging Area dans SAP BW, en Ingénierie décisionnelle
  - Projected Service Availability (ITIL)
- PSP : PlayStation Portable
- PSTN : Public Switched Telephone Network
- PTE : Page Table Entries (Microsoft)
- PTY : Pseudo TeletYpe, pseudo-terminal
- PUMA :
  - Programmable Universal Machine for Assembly (en)
  - Protected User Mode Audio de Microsoft Vista
- PWD :
  - PassWorD
  - pwd (print Workink Directory) : commande unix
- PXE : Preboot Execution Environment
- PNR : Passenger Name Record
- PaaS : Platform as a service

## Q
- QAM : Quadrature Amplitude Modulation (Modulation d'amplitude en quadrature)
- QBE : Query by Example
- QIC : Quarter Inch Cartridge, format de bande magnétique
- QoS : Quality Of Service
- QPS "Queries Per Second"
- QPSK : Quadrature Phase Shift Keying (Phase-shift keying)
- QOTD : Quote Of The Day, protocole, RFC 865[15]
- QT :
  - QuickTime, pour regarder des films
  - Qt : « Boîte à outils » par la compagnie Trolltech.
- QVGA : Quarter Video Graphics Array

## R
- RACF : Resource Access Control Facility
- RAD : Rapid Application Design/Development
- RADSL : Rate-Adaptive DSL
- RAID : Redundant Array of Inexpensive Disks
- RAM : Random Access Memory, Mémoire vive
- RAR : Roshal ARchive
- RAS : Remote Access Service (en)
- RASDD : RASter Device Driver (Microsoft)
- RC2, RC6 :  Ron's Code ou Rivest Cipher
- RCA :
  - Radio Corporation of America, voir prise RCA
  - Root Cause Analysis, voir Analyse de cause racine(fr) / RCA (en)
- RCP :
  - Reality Co-Processor, voir RCP (chip) (en)
  - Rich Client Plaform
- RDAP : Registration Data Access Protocol
- RDB : Relational Data Base
- RDBMS : RDB Management System
- RDMA : Remote Direct Memory Access (en)
- RDRAM : Rambus DRAM
- RDF :  Resource Description Framework
- RDN : Relative Distinguished Name dans LDAP
- Regex : REGular EXPression expression régulière ou rationnelle (le choix entre ces 2 adjectifs est sujet à controverses)
- ReGIS : Remote Graphic Instruction Set, protocole de commande graphique vectoriel utilisé sur certains terminaux de DEC et émulateurs de terminaux plus récents.
- REST : REpresentational State Transfer
- RFC :
  - Request for comment, appellation des standards IETF de l'Internet, normes rédigées ouvertement
  - Request For Change, demande de changement faite par la gestion des problèmes dans ITIL
- RGB : Rouge, vert, bleu (Red Green Blue)
- RHCE : Red Hat Certified Engineer
- RHS : Right-Hand Side
- RIP : Routing information protocol
- RIS : Remote Installation Services, Services d'installation à distance
- RISC : Reduced instruction set computer
- RLL : Run Length Limited (en)
- RMI : Remote Method Invocation
- RMS : Richard M. Stallman
- RO : read-only
- ROFL (ou ROTFL) : Rolling On (The) Floor Laughing (écroulé de rire), en français : MdR (Mort de Rire)
- R-OLAP : Relational OLAP
- ROM : Read Only Memory, Mémoire morte
- RPC : Remote procedure call
- RPM : Red Hat Package Manager
- RNIS : Réseau numérique à intégration de services
- RRAS : Routing and Remote Acces Server, voir Remote Access Service (en)
- RSA : Rivest Shamir Adleman
- RSOP : Resultant Set of Policy (ensemble résultant d'une application de plusieurs stratégies)
- RSS :
  - Rich Site Summary (RSS 0.91)
  - RDF Site Summary (RSS 0.90 et 1.0)
  - Really Simple Syndication (RSS 2.0)
- RSSI : Responsable de la sécurité des systèmes d'information
- RSVP : Resource ReSerVation Protocol
- RT : Real Time, voir Système temps réel
- RTC :
  - Réseau téléphonique commuté (analogique)
  - Real-time clock, Horloge temps réel
- RTF : Rich Text Format
- RTFM : Read The Fucking Manual : Lis ce p**** de manuel (ou, pour garder l'acronyme, Reluque Ton Fichu Manuel).
- RTFS : Read The Fucking Screen : Lis ce p**** d'écran (ou, pour garder l'acronyme, Reluque Ton Fichu Ecran).
- RUP : Rational Unified Process
- RV : Réalité virtuelle
- RW : Read/Write

## S
- SaaS : Software as a Service
- SAM :
  - Secure Access Module
  - chez Microsoft, cette abréviation peut avoir plusieurs significations :
    - SAMple : extensions de fichier pour les fichiers d'exemple : hosts.sam, lmhosts.sam…
    - Security Account Manager
    - Software Asset Manager (logiciel d'inventaire)
- SaMBa : mot dérivé de SMB
- SAMPA : Speech Assessment Methods Phonetic Alphabet
- SAN : Storage Area Network
- SANE : Scanner Access Now Easy
- SATA : Serial ATA
- SATAN : Security Administrator Tool for Analyzing Networks (en)
- SAX :
  - Simple API for XML
  - SUSE Automated X
- SBP2 : Serial Bus Protocol, module pour IEEE1394 (FireWire) sur linux
- SCCM : System Center Configuration Manager (Microsoft)
- SCCP : Skinny Client Control Protocol
- SCM :
  - Service Control Manager (Microsoft) : services.exe, arrête et relance les différents services systèmes avec Service Host
  - Software configuration management (Gestion de configuration logicielle)
  - Supply chain management (Gestion de la chaîne logistique)
- SCO : Santa Cruz Operation (Unix)
- SCP : Secure copy
- SCSI : Small computer system Interface
- SCTP : Stream Control Transmission Protocol
- SCUMM : Script Creation Utility for Maniac Mansion
- SD : Secure Digital
- SDDL : Security Descriptor Definition Language
- SDDM : Simple Desktop Display Manager
- SDH : Synchronous digital hierarchy (Hiérarchie numérique synchrone)
- SDI : Simple Document Interface
- SDK : Software Developers Kit (Kit de développement
- SDL :
  - Simple DirectMedia Layer
  - Specification and Description Language
- SDLC : Synchronous Data Link Control
- SDR : Single data rate
- SDRAM : Synchronous Dynamic Random Access Memory
- SDSL : Ligne d'abonné numérique à débit symétrique (Symmetric Digital Subscriber Line)
- SE : système d'exploitation
- SED : Stream EDitor
- SELinux : Security-Enhanced Linux : module de sécurité pour linux
- SEND : SEcure Neighbor Discovery protocole IPv6, version sécurisée de NDP
- SFC :
  - Sequential function chart
  - System File Checker : vérificateur du système de fichier
- SFTP :
  - Secure FTP, le protocole FTP sécurisé par SSH
  - Paire SFTP : Shielded and foiled Twisted pairs (Paire torsadée écrantée et blindée), voir paire torsadée
  - Simple File Transfer Protocol (en) (SFTP), protocole de transfert de fichiers
  - SSH file transfer protocol, le protocole de transfert de fichier SSH
- SGBD : Système de gestion de base de données
- SGBD/R : Système de Gestion de Base de Données Relationnelle
- SGDT : Store Global Descriptor Table
- SGI :
  - Silicon Graphics Incorporated
  - SGI est aussi un sigle utilisé par File Alteration Monitor sur linux
- SGML : Standard Generalized Markup Language
- SH : Shell
- SHA-1 : Secure Hash Algorithm
- SI : Système d'information
- SID : Windows Security Identifier
- SIG : Système d'information géographique
- SIMD : Single Instruction Multiple Data
- SIMM : Single Inline Memory Module
- SIP :
  - Service Improvement Program (ITIL)
  - Session Initiation Protocol
  - Single Inline Package
- SLA :
  - Service Level Agreement, accord de niveau de service, dans ITIL.
  - Subnet Local Aggregator, pour les informations de localisation dans IPv6, voir (en) RFC 3587[16] ; cet acronyme est parfois aussi retranscrit sous la forme Site-Level Aggregator
- slapd : Stand alone LdAP Daemon
- SLIP : Serial Line Internet Protocol
- SLM : Service Level Management (ITIL)
- slurpd : Stand alone Ldap Update Replication Daemon
- SMAP : Simple Mail Access Protocol (en) (messagerie)
- SMART : Self-Monitoring, Analysis and Reporting Technology
- SMB : Server message block
- SMBus : System Management Bus
- SMIL : Synchronized Multimedia Integration Language
- SMIME : Secure MIME
- SMP : Symmetric multiprocessing
- SMS :
  - Short message service, le service de messages courts des téléphones portables
  - Systems Management Server (Microsoft)
- SMSS : Session Manager Subsystem (Gestionnaire de session) (Microsoft)
- SMTP : Simple Mail Transfer Protocol
- SNMP : Simple Network Management Protocol
- SNUSP : SNUSP's Not Unix, but Structured PATH
- SO : Shared Object
- SOA :
  - Service Oriented Architecture (Architecture orientée services)
  - Start Of Authority de DNS
- SOAP : Simple object access protocol
- SoC : System on Chip, système sur une puce
- SOM : Schéma Object Model (XML), modèle objet du schéma d'annuaire
- SP :
  - Service Provider (Fournisseur d'accès)
  - Service Pack
  - Support Pack
  - Stream processor, ou processeur de flux.
- SPAM : Send Phenomenal Amounts of Mail (apocryphe)
- SPAP : Shiva PAP
- SPARC : Scalable Processor ARChitecture
- SPDIP : Shrink Plastic Dual Inline Package
- SPF : Sender Policy Framework
- SPM : Smart Package Manager
- SPOC : Single Point Of Contact Point de Contact Unique (ITIL)
- SPOF : Single point of failure (ITIL)
- SPKM : The Simple Public-Key GSS-API Mechanism
- SPS : Service Provider System
- SPT : System Page Table
- SPX : Sequenced Packet Exchange de Novell
- SQL : Structured query language
- SRAM :
  - Shadow Random Access Memory
  - Static Random Access Memory
- SRP : Security Rollup Package (Microsoft)
- SSA : Serial Storage Architecture
- SSDL : SOAP Service Description Language
- SSDP : Simple Service Discovery Protocol
- SSDT : System Service Dispatch Table (Microsoft)
- SSH : Secure Shell
- SSL : Secure socket layer
- SSO : Single Sign-On (« authentification unique » en français)
- SSP :
  - Storage service provider (en)
  - Security Support Provider (Windows) = fournisseur de sécurité sous Windows
- SSPI : Security Support Provider Interface = API pour Security Support Provider (Windows)
- SSR : Sever Side Rendering
- SSTIC : Symposium sur la sécurité des technologies de l'information et des communications
- STCP : Scalable TCP (en)
- STIC : Sciences et technologies de l'information et de la communication
- STP : Shielded Twisted Pair (Paire torsadée)
- SUID : Set User IDentifier (Unix)
- SUS :
  - Software Update Services (service de mises à jour logicielles) Microsoft
  - Single UNIX Specification

Les spécifications POSIX ne sont pas publiées sur internet ; par contre, les spécifications SUS le sont et elles sont proches de POSIX.
- SuSE : Software- und SystemEntwicklung, distribution linux d'origine allemande
- SVCHOST : SerViCe HOST (Microsoft)
- SVG : Scalable vector graphics
- SVGA : Super Video Graphics Array
- SWF : ShockWave File
- SWT : Standard Widget Toolkit

## T
- T1 : Ligne louée dont le taux de transfert atteint 1,45 Mb/s
- T3 : Ligne louée dont le taux de transfert atteint 45 Mb/s
- TCL : Tool Command Language
- TCP : Transmission control protocol
- TCPA : Trusted Computing Platform Alliance (actuel Trusted Computing Group)
- TCP/IP : Transmission Protocol/Internet Protocol
- TCQ : Tagged Command Queuing
- TDI :
  - Tabbed Document Interface
  - pour l'interface de la couche réseau transport :
    - Transport Dispatch Interface pour Modèle OSI
    - Transport Driver Interface pour Microsoft Windows
- TDS :
  - Tabular Data Stream (en) est le nom d'un protocole utilisé entre des serveurs de base de données
  - en France, Traitement de Données Sociales, de 1986 à 2005 ; depuis début 2006, ce terme a été remplacé par DADS-U (Déclaration Automatisée des Données Sociales Unifiées)
  - Transaction Driven Subsystem est un système transactionnel sur GCOS 7 de Bull
- TIC : Technologies de l'information et de la communication
- TIFF : Tagged Image File Format est un format d'image
- TFT : Thin-film transistor, une des technologies d'écran à cristaux liquides (LCD)
- TIGA : Texas Instruments Graphics Architecture (en)
- TIP : alternate user Test Input Processor, voir Microsoft Office
- TLS :
  - Transport Layer Security, la V1.0 correspond à peu près à la version V3.0 de SSL (Secure Socket Layer)
  - Thread Local Storage
- TMA : Tierce maintenance applicative
- TMPROXY : Trend Micro PROXY, voir PC-cillin (en) de Trend Micro
- TPC : Transparent Processing Performance Council
- TR : Temps réel
- TSD : Thread-Specific Data (voir Thread Local Storage).
- TSO : Time Sharing Option - Interface utilisateur du système d'exploitation z/OS ou/et MVS
- TSR (programme) : Terminate and Stay Resident (programme résident)
- TSS : Time Sharing System - Système interactif sur système GCOS
- TTL : Time-To-Live
- TTS :
  - Text To Speech
  - Trouble Ticket System
- TTW : Through The Web (au moyen du Web)
- TTY : Text TeletYpe (terminal ou console)
- TWAIN : API contrôle de scanner de documents ou appareil photo numérique

## U
- UAL : Unité Arithmétique et Logique
- UC :
  - Unité centrale
  - Underpinning Contract : dans la terminologie ITIL, il s'agit des contrats avec les sous-traitants
- UDF : Universal Disk Format
- UDMA : Ultra Direct Memory Access, voir Advanced Technology Attachment
- UDP : User datagram protocol
- UEFI : Unified Extensible Firmware Interface
- UEM : Gestion unifiée des terminaux (Unified Endpoint Management) (en lien avec l'Internet des objets)
- UHCI : Universal HCI (Host Controller Interface), la version 1.x d'USB
- UMB : Upper Memory Block (bloc de mémoire supérieure)
- UML : Unified modeling language
- UMTS : Universal mobile telecommunications system
- UO : Unité organisationnelle (dans Active Directory)
- UP : Unified process
- UPN : User Principal Name dans LDAP
- UPNP : Universal Plug and Play
- URANDOM : Unlimited Random
- URI : Identifiant uniformisé de ressource (Uniform Resource Identifier)
- URL : Repère uniforme de ressource (Uniform Resource Locator)
- URN : Nom uniformisé de ressource (Uniform Resource Name)
- UPS : Uninterruptible Power Supply
- USB : Universal serial bus
- UTF-8 : Unicode Transformation Format 8 bits
- UTF-16 : Unicode Transformation Format 16 bits
- UTF-32 : Unicode Transformation Format 32 bits
- UTP : Paire torsadée (Unshielded Twisted Pair)
- UUCP : Unix-to-Unix file Copy Protocol
- UUID : Universal Unique Identifier

## V
- VABF : validation (ou vérification) d'aptitude au bon fonctionnement (recette)
- VAD :
  - Virtual Address Description (Microsoft)
  - Virtual Auxiliary Device
- VAO : Vigilance Assistée par Ordinateur (lutte contre le blanchiment)
- VAX : Virtual Address eXtension, voir Adressage mémoire
- VAR :
  - Value Added Reseller
  - VARiable
- VB : Visual Basic
- VBR :
  - Variable bit rate
  - Volume Boot Record
- VDD : Virtual Device Drivers (Microsoft)
- VDD : Voisin Du Dessus (Dans les forums)
- VESA : Video Electronics Standards Association
- VFS :
  - Versioning file system (en)
  - Virtual File system
- VG : Volume Group (Gestion par volumes logiques)
- VGA : Video graphics array
- VGDA : Volume Group Descriptor Area (Gestion par volumes logiques)
- VLAN : Virtual LAN
- VLC : Video Lan Client (voir VLC media player)
- VLIW : Very Long Instruction Word
- VLSM : Variable Length Subnet Mask
- VM : Virtual Machine (Machine virtuelle)
- VM86 : Virtual Mode 8086 (Mode virtuel 8086)
- VMM : Virtual Memory Management, voir Mémoire virtuelle
- VoD : Video on Demand (vidéo à la demande)
- VoIP : Voice over IP
- VPB : Volume Parameter Block (voir NTFS)
- VPC : Virtual Private Cloud (voir Nuage Privé Virtuel)
- VPN : Virtual Private Network, Réseau privé virtuel
- VR : Virtual Reality (Réalité virtuelle)
- VRAM : Video RAM
- VRML : Virtual Reality Markup Language ou Virtual Reality Modeling Language
- VTAM : Virtual Telecommunications Access Method

## W
- W3 : World Wide Web
- W3C : World Wide Web Consortium
- WAF : Web Application Firewall
- W3m : WWW-to-miru, navigateur web en mode texte
- WAMP : Windows Apache MySQL, P (pour PHP ou Perl ou Python)
- WAN : Wide area network
- WAP : Wireless application protocol
- WASP : Wireless Application Service Provider
- WAV : Waveform Audio File Format
- WBEM : Web Base Enterprise Management (Microsoft)
- WBMP : Wap BitMaP, format d'image pour les téléphones portables
- WCF : Windows Communication Foundation de .NET 3.0
- WCS :
  - Web Coverage Service
  - Windows CardSpace de .NET 3.0
  - Wireless Control System (Cisco Systems)
- WDM : Windows Driver Model
- WDS : Wireless Distribution System
- WEP : Wired Equivalent Privacy
- WFP de Microsoft :
  - Windows File Protection, sur Windows 2003 et XP, le prédécesseur du WRP de Windows Vista
  - Windows Feedback Platform ou Windows Feedback Panel
- WHQL : Windows Hardware Quality Labs
- Wi-Fi : Norme de communication sans fil (WIreless FIdelity)
- WinHEC : Windows Hardware Engineering Conference
- WLM : Windows Live Messenger (anciennement MSN Messenger) ou Windows Live Hotmail
- WINS : Windows Internet Naming Service
- WMA : Windows Media Audio, format de compression audio propriétaire développé par Microsoft
- WMF : Windows Metafile
- WMI :
  - Microsoft : Windows Management Instrumentation
  - Pour X Window System : Window Manager Improved, un Window manager allégé, datant de 1993
- WMV : Windows Media Video
- WORM : Write Once Read Many
- WP :
  - Write Protect (bit) : Programmation sur processeur
  - Write Protected : sur une disquette ou une bande ou un disque
- WPA :
  - Windows Product Administration
  - Wi-Fi Protected Access
- WPF :
  - WebSphere Partition Facility
  - Windows Presentation Foundation de .NET 3.0
- WRP : Windows Resource Protection : voir Windows Vista#Nouveautés secondaires
- WSCI : Web Services Choregraphy Interface (voir orchestration dans Architecture orientée services#Les protocoles et les normes
- WSFL : Web Services Flow Language d'IBM : voir orchestration dans Architecture orientée services#Les protocoles et les normes
- WSOA : WebService Oriented Architecture (une implémentation de l'Architecture orientée services)
- WSUS : Windows Server Update Services (Microsoft), voir SUS de Microsoft, Software Update Services
- WWF : Windows Workflow Foundation
- WWW : World Wide Web (voir Internet)
- WYSIWYG : What you see is what you get
- WYSIWYM : What you see is what you mean
- WZCSVC (Wireless Zero Configuration SerViCes) de Microsoft.

## X
- X : X Window System
- X11 : X Window System version 11
- X11R6 : X Window System version 11 release 6
- XAML : eXtensible Application Markup Language
- XAMPP : X Apache MySQL Perl PHP
- XAO : X Assisté par ordinateur
- XBL : eXtensible Bindings Language ou XML Bindings Language
- XBM : X BitMap
- XBMC : Xbox Media Center
- XCB : X C Binding
- XCF : eXperimental Computing Facility de GIMP
- XCL : Xlib Compatibility Layer
- XD: eXploser de Rire
- XDCC : XDCC (Xabi DCC or eXtended DCC
- XDM : X Window Display Manager
- xdpyinfo : X11 DisPlaY INFO
- XDMCP : X Display Manager Control Protocol
- XFS : X File System
- XGA : Extended Graphics Array
- XHTML : Extensible HyperText Markup Language
- XML : Extensible markup language
- XMS : Extended Memory Specification, voir mémoire étendue
- XMPP : Extensible messaging and presence protocol
- XOR : OU exclusif
- XP : Extreme programming
- XSD : XML Schema Definition, définition du schéma d'annuaire au format XML
- XSLT : Extended stylesheet language transformations
- XT : X Toolkit
- XTM : XML Topic Maps
- XUL : XML-based user interface language

## Y
- Y2K : année 2000, fait référence au bogue de l'an 2000.
- YACC : Yet Another Compiler of Compiler.

## Z
- Z : Notation Z (Langage de spécifications)
- ZIF : Zero insertion force (pour les circuits électroniques)
- ZIP : format de fichier